# ほ
En la escritura japonesa, los caracteres silábicos (o, con más propiedad, moraicos) ほ (hiragana) y ホ (katakana) ocupan el 30.º lugar en el sistema moderno de ordenación alfabética gojūon (五十音), entre の y ひ; y el quinto en el poema iroha, entre へ y ま. En la tabla a la derecha, que sigue el orden gojūon (por columnas, y de derecha a izquierda), se encuentra en la sexta columna (は行, "columna HA") y la quinta fila (お段, "fila O").
Tanto ほ como ホ provienen del kanji 保.
Pueden llevar el signo diacrítico dakuten: ぼ, ボ; así como el handakuten: ぽ, ポ.

## Romanización
Según los sistemas de romanización Hepburn, Kunrei-shiki y Nihon-shiki:
- ほ, ホ se romanizan como "ho".
- ぼ, ボ se romanizan como "bo".
- ぽ, ポ se romanizan como "po".

## Escritura
| Escritura de ほ | Escritura de ホ |

El carácter ほ se escribe con cuatro trazos: 
1. Trazo vertical de arriba abajo y ligeramente curvo que termina torciéndose hacia arriba.
2. Trazo horizontal a la derecha del primero.
3. Trazo horizontal debajo del segundo.
4. Trazo que empieza en la parte media del segundo trazo, es vertical de arriba abajo, corta al tercer trazo y termina girando a la izquierda y formando un bucle.

El carácter ホ se escribe con cuatro trazos: 
1. Trazo horizontal.
2. Trazo vertical que corta al primero.
3. Trazo diagonal hacia abajo izquierda en la parte inferior izquierda del carácter, y que no toca ninguno de los demás trazos.
4. Trazo diagonal hacia abajo derecha en la parte inferior derecha del carácter, y que no toca ninguno de los demás trazos.

## Otras representaciones
- Sistema Braille:
| －● ●－ ●● |
- Alfabeto fonético: 「保険のホ」 ("el ho de hoken", donde hoken quiere decir seguro, garantía)
- Código Morse: －・・

- Datos: Q40725
- Multimedia: ほ / Q40725